# Seneca (Missouri)
Seneca és una població dels Estats Units a l'estat de Missouri. Segons el cens del 2000 tenia 2.135 habitants.

## Demografia
Segons el cens del 2000, Seneca tenia 2.135 habitants, 820 habitatges, i 575 famílies. La densitat de població era de 476,5 habitants per km².
Dels 820 habitatges en un 35,1% hi vivien nens de menys de 18 anys, en un 54,6% hi vivien parelles casades, en un 13% dones solteres, i en un 29,8% no eren unitats familiars. En el 27,7% dels habitatges hi vivien persones soles el 14,5% de les quals corresponia a persones de 65 anys o més que vivien soles. El nombre mitjà de persones vivint en cada habitatge era de 2,49 i el nombre mitjà de persones que vivien en cada família era de 3.
Per edats la població es repartia de la següent manera: un 26,9% tenia menys de 18 anys, un 8% entre 18 i 24, un 25,3% entre 25 i 44, un 19,8% de 45 a 60 i un 20% 65 anys o més.
L'edat mediana era de 38 anys. Per cada 100 dones de 18 o més anys hi havia 75,4 homes.
La renda mediana per habitatge era de 29.441 $ i la renda mediana per família de 37.566 $. Els homes tenien una renda mediana de 28.264 $ mentre que les dones 19.662 $. La renda per capita de la població era de 14.525 $. Entorn del 8,8% de les famílies i el 14,1% de la població estaven per davall del llindar de pobresa.

## Poblacions més properes
El següent diagrama mostra les poblacions més properes.